# Professor Longhair
Professor Longhair (szül. Henry Roeland Byrd, ismert Roy "Bald Head" Byrd és Fess néven is) (Bogalusa, Louisiana, 1918. december 19. – New Orleans, Louisiana, 1980. január 30.) New Orleans-i bluesénekes és zongorista.
Professor Longhair két különálló korszakban is aktív zenész volt: először a rhythm and blues kezdő napjaiban, majd a tradicionális jazz iránti érdeklődés feléledése idején, a New Orleans Jazz and Heritage Festival elindulása után.

## Élete
Henry Roeland Byrd néven született James Byrd és Ella Mae egyetlen fiaként. Henry nagyszülei, Americus és Amanda Byrd az akkor még legális rabszolgaság elől menekültek ide Mississippi államból, de Henry születése idején már itt is nőtt a faji feszültség, és szüleinek el kellett hagyniuk a várost. James Byrd Ponchatoulába költözött, Henry anyja pedig New Orleans-ba ment, ahol William, az öccse élt. William munkát adott Ellának Algiers-ben, ahol egy dzsesszegyüttesben kezdett játszani, mint zongorista.
A fiatal Henry zenei művelését az anyja kezdte meg, majd az utcán hallott zene kezdte vonzani a szórakoztatóipar felé. Azonban 10 éves korában még csak egy utcai kígyóolaj-árus segédje volt. Munkája abból állt, hogy az árus először figyelmet kért, majd megkérdezte a nézők közül valakitől (a beépített ember Henry volt), hogy kér-e pitét, majd amikor ő igennel válaszolt, a pitét belemaszatolta az arcába. Az így kapott néhány fillérből tartotta fenn magát, később Hadacol Bounce címmel írta meg első olyan szerzeményét, amit rögzítettek (kb. „Hadacol csalás”). Három év után Henry otthagyta ezt a  megalázó munkát, és sztepptáncosként kezdett dolgozni.
Ebben az időszakban, az 1930-as években sok fekete fiú kereste azzal a kenyerét, hogy New Orleans French Quarter nevű negyedében az utcán táncolással szórakoztatta a közönséget, akik fillérekkel honorálták a produkciót. Kidolgozott a maga számára egy különleges lépéssorozatot, aminek a végén felfutott a falra és visszajött – erről a „Forgószél” becenevet kapta (eredetiben: „Whirlwind”).
Hamar rájött azonban, hogy az utcai táncolásnál jobb megélhetés lenne a zenés klubokban szerepelni, ezért elhatározta, hogy megtanul gitározni. Azonban az éles acélhúrokkal rendelkező olcsó gitáron játszani Henry számára annyira fájdalmas volt, hogy ezt abbahagyta, és előbb dobolni, majd végül zongorázni kezdett.
Ekkor még azonban túl fiatal volt ahhoz, hogy zenés klubokba beengedjék, ezért a zongorán való játékhoz előtanulmányként olyan ócska hangszereken gyakorolt, amin akkoriban a klubokban nem játszott senki, csak az utcai zenészek, vagy még ők sem, mert túl sok billentyű hiányzott róluk vagy nem voltak felhangolva. Ő megpróbált mindenből megfelelő hangot kihozni, és eközben kialakult saját stílusa.
Játékára olyanok figyeltek fel, mint a New Orleans-i zongoristák „bajnoka”, Jack Dupree, Sullivan Rock és Tuts Washington. Dupree, aki ekkoriban komikusként játszott, zongoraleckéket adott a fiúnak, aki cserébe énekórákat adott neki. Sullivan Rock faszénnel bajuszt rajzolt neki, hogy idősebbnek látsszon, és be tudjon menni meghallgatni a fellépéseit, amiken egyszer-egyszer ő is részt vett. Henry Byrd azonban Tuts Washingtont csodálta a legjobban, aki sok mindenre megtanította a New Orleans-i zongorázásról, és akire Henry később is úgy emlékezett, mint akinek zeneileg sokkal tartozik. Az ő hatására kezdett zongorázás közben énekelni, korábban ezeket csak külön-külön művelte.
Byrd zenei kategorizálása már karrierje kezdetén is lehetetlen volt, annyira egyéni stílusban játszott. Később ezt mondta erről: „Amikor elkezdtem zenélni, senki sem tudta, hogy mit játszom.” Ma már behatárolható, hogy zenéje sok elemét tartalmazta az olyan stílusoknak, amiket később a rock'n'roll, rhythm and blues, funk, rumba, mambo, calypso és reggae néven illettek.
Akkoriban azonban ez a stílus még forradalminak számított, mindenkinek ismeretlen volt, és zenésztársainak is időbe telt, mire megértették, hogy Byrd mit is akar játszani. „Meg kellett mutatnom nekik, hogyan csinálják, hogy összhangban legyenek azzal, amit játszani akartam.”
Sok olyan dolgot rakott össze, amivel külön-külön a zenészek nap mint nap találkoztak, de összerakni nem jutott eszükbe.
Közben volt szakács, rövid ideig házas, még a boksszal is megpróbálkozott, de amikor az első mérkőzésen kiverték az egyik fogát, otthagyta.
1947-re Byrd elhatározta, hogy a zenélés mellett marad, és „Little Lovin' Henry” névvel illette magát (kb. „kicsi, szeretnivaló Henry”), ez a név azonban nem segítette hozzá, hogy munkát találjon. „A férfiak nem akarták, hogy az asszonyuk egy ilyen nevű fickót hallgasson, és ez nagyon rontotta az üzletet.”
Az első stabil fellépése 1949-ben volt New Orleans egyik előkelő, feketék által látogatott klubjában, a Caledonia Innben. Itt a „The Midriffs Byrd” nevű zenekarával lépett fel Dave Bartholomew szvingzenekara helyett. A Caledonia tulajdonosa Byrd-re úgy hivatkozott, mint „a zongora professzora”. Akkoriban szokatlanul hosszú haja miatt ragadt rá a „Longhair” becenév (a.m. „hosszú haj”). Így született meg a „Professor Longhair” név, ami egészen haláláig megmaradt. A zenekarát is átnevezték „Professor Longhair and his Four Hairs Combo” névre. A többi három zenész a „haj nélküli professzor”, a „kevés hajú professzor”, és a „hajtalan professzor” neveket kapták (az eredetiben: Shorthair, Mohair, és Need Some Hair). Ez utóbbi „Apeman” Black volt, a szaxofonos, aki borotválta a fejét. „Fess” (ahogy a „professzor” megszólítást lerövidítették), inspirációt kapott Apeman világító koponyájától, és meglévő zenéjéhez Baldhead néven írt szöveget (a.m. „kopasz”): „Looky there/She ain't got no hair” (a.m. „nézd csak, nincs neki haja...”). Ezt a számukat rögzítették először, 1949-ben, „Star Talent” címkével jelent meg. A felvételt a szakszervezet lejáratta, ezért 1950-ben újra felvették a Mercury kiadó számára. A Mercury felvétele siker lett, a Billboard rhythm and blues szekciójában az ötödik helyet érte el.
Zenekarát ekkoriban a „Shuffling Hungarians” névvel is illették, a név eredete ismeretlen (jelentése kb.: „csoszogó magyarok”). Longhair visszaemlékezései szerint a zenekarában nem voltak magyarok, de indiai származású lehetett – a zenekar ekkori neve talán ennek elferdítéséből keletkezett. Ekkor vették fel a Baldhead-et, amit a Mercury adott ki, 1953-ban pedig Longhair olyan számokban hallható, mint az East St. Louis Rag, Baby Let Me Hold Your Hand, Her Mind Is Gone, Hey Now Baby, és a Professor Longhair’s Boogie.
Manapság egy ilyen helyezés hírnevet, elismerést, pénzt, kellő szerencsével és reklámmal karriert jelentene. Az 1950-es évek Amerikájában a zenei üzlet még teljesen más volt. Amerika élesen ketté volt osztva fekete és fehér emberek számára minden területen és ebbe a zene is beletartozott. „Fehér” rádiók (ezek alkották az elsöprő többséget) egyszerűen nem játszottak „fekete” zenét, mert hallgatóik többsége fehér volt, akik többsége „fehér” zenét akart hallgatni.
A Billboard, hogy valamilyen módon teret adjon a fekete zenészeknek, de ne riassza el a fehér hallgatóságot, 1949. június 25-én átnevezte heti listáját „Race Music”-ra (kb. „faji zene”), és az akkoriban titokzatos „R&B” rövidítéssel jelölte (a „rhythm and blues” műfaj rövidítése). Ez néhány hónappal azelőtt volt, hogy Professor Longhair felvette a Mercury-nál első felvételét, a Baldhead-et. A Baldhead azért került a R&B szekcióba, mert fekete zenész játszotta, és ezért csak fekete rádiók műsorára került be.
Néhány fehér ember azonban, akik zeneileg nyitottabbak voltak, ezeket az adókat is hallgatták. Ezek közé tartozott a Crown Electric társaság egyik teherautó sofőrje is Tupelóban (Mississippi állam), akit Elvis Presley-nek hívtak.
Bár ekkoriban a zenei társaságok csak kevés zenészt fizettek jól, Fess az átlagnál is rosszabbul járt. „Teljes időmet a zenének szenteltem, amennyit csak lehetséges volt, de semmiféle pénzt nem kaptam... Beszéltem olyanokkal, akik azt mondták a felvételeimről, hogy egész jól fogynak, de még ekkor sem kaptam pénzt értük... Azt szűrtem le belőle, hogy mindegy, milyen jó vagy, ha nem tudsz megélni belőle.”
Az 1960-as években az amerikai piacra betörtek a britek (pl. Beatles, Rolling Stones), és az olyan zenészek, mint Fess (akinek két fia volt, Roeland Jr. és Alexander), akkoriban zenei pavilonokban játszottak, és erre a hirtelen bekövetkező eseménysorozatra nem voltak felkészülve, egyszerre munkanélküliek lettek.
Gyorsan más bevételi forrást kellett találnia. Szellemi képességeit és ügyességét kihasználva a kártyajátékokhoz fordult, azonban kerülte a szerencsejátékokat, kizárólag az ügyességen múló játékokkal foglalkozott, az olyanokkal, mint a „Pit-a-Pat” és a „Coon Can”. Profi kártyajátékos lett belőle.
A szegénység nyomasztotta, nőügyei bonyolultak voltak. Roeland Jr. meghalt egy utcai lövöldözésben, amiben „Sundown” Morton lelőtte saját gyermeke anyját, aki korábban a szeretője volt.
Eltekintve egy felvételtől 1965-ben, amiben Earl King mellett játszotta a Big Chief-et, a „New Orleans Mardi Gras” klasszikust, Professor Longhair eltűnt a láthatárról. 1970-re sokan eltűntnek vagy halottnak gondolták.
Ekkor három tizenéves New Orleans-i, Allison Miner, Parker Dinkins és Quint Davis elhatározta, hogy megkeresik és meghívják első zenei fesztiváljukra.
Nem találták meg időben, hogy részt vegyen a Congo Square-en rendezett zenei fesztiválon, de 1971-ben Davis megtalálta egy „One Stop” lemezboltban a Rampart Streeten, ahol az 52 éves zenész a padlót söprögette, az árukat pakolta és szállította ki a vevőkhöz, ahogy a bicegése és nehézlégzése lehetővé tette. Teljes kiábrándultságában és megalázó szegénységében már évek óta nem nyúlt a billentyűkhöz.
„Volt egy zongora a sarokban, amin nem lehetett játszani, mert nem volt pénzem a javíttatására.” Davis, Dinkins és Miner megjavíttatták a zongorát, rendbehozatták az egészségét és felkészítették, hogy részt vehessen a második „New Orleans Jazz and Heritage Festival”-on („New Orleans-i dzsessz és kulturális örökség fesztivál”).
Professor Longhair visszatérése a színpadra szó szerint megállította a műsort, a közönség, akik más produkciókat hallgattak, a mozgó élelmiszer-árusok és a többi színpadokon játszó zenészek, akik hallották a játékát, abbahagyták a műsorukat, és átjöttek őt hallgatni. A fesztivál után kezdődött Professor Longhair legtermékenyebb és elismert időszaka.
Davis egy vállalkozást alapított Professor Longhair pénzügyi helyzetének javítására. Ennek kapcsán egy zenekar állt össze, aminek megszervezték a koncertjeit, amik között az 1973-as Montreux-i Dzsesszfesztivál is ott volt.
1974-ben, a Rock ‘n’ Roll Gumbo albumon vele dolgozott Clarence „Gatemouth” Brown (gitár, hegedű), hogy Longhair ismert slágereit jobb minőségben rögzítsék. Az albumon jól érezhető a két zenész harmonikus zenei összjátéka. A lemezen olyan dalok hangzanak fel, mint a Stag O Lee, How Long Has This Train Been Gone, Rum and Coke, és a Junco Partner. Az albumot 1985-ben újrakeverték, ezen kiemelték a zongorajátékot és fúvósokat kevertek hozzá.
Ahogy a „New Orleans-i dzsessz és kulturális örökség fesztivál” az egyik legsikeresebb zenei fesztivállá növekedett, úgy nőtt a nyomás és a stressz a szervezőin. Dinkins a felvételek jogi üzletágával foglalkozott, Miner nem jött ki Davis-szel és New York-ba költözött, Davis foglalkozott egyedül a fesztivál szervezésével és más zenei üzleti vállalkozásokkal, így Fess nem kapta meg azt a figyelmet, amire szüksége lett volna. 1976. szeptember 24-én Fess felbontotta a szerződését Davis-szel és így megint ott volt kiadó, menedzser és fellépések nélkül.
Mindez akkor változott meg, amikor Allison Miner visszatért New Orleans-ba a férjével, Andrew Kaslow szaxofonossal. Kaslow lett Byrd zenei igazgatója, míg Miner a menedzsere.
1977. január 14-én egy nem működő, addigi gyümölcsszirup-bár New Orleans felső végén megnyitotta kapuit mint zenei klub, és hamar a New Orleans-i zene fókuszpontjává vált. A klub a Tipitina nevet kapta.
A Tipitina (Fess egyik számáról elnevezve) egyik üzleti partnere Fess volt, és itt állandó játéklehetősége is volt. A hallgatók létszáma egyre növekedett, és ezzel együtt Longhair tisztelete és helyzete is javult a zenei üzletágban.
Meglátogatta itt Paul McCartney, Robbie Robertson, Robert Plant és sokan mások.
1978-ban Professor Longhair első európai turnéjára indult, amit 1979-ben egy ugyanolyan sikeres országos turné követett az Egyesült Államokban. Ekkor az Alligator Records-szal kötött szerződést a lemezei eladására, és előzetes szerződést egy nemzetközi turnéra.
62 éves korában készen állt első albuma, a Crawfish Fiesta, és a boltokban várta az 1980. január 31-ei kiadást. Január 30-án, a kiadás előtti éjszakán Professor Longhair álmában békésen elhunyt.
Az 1980-as Crawfish Fiesta album a megjelenése utáni első héten elfogyott az üzletekből. Professor Longhair mellett olyanok zenélnek rajta, mint Dr. John (Mack Rebennack) gitáron, és a szaxofonos Andy Kaslow. A dalok között szerepelnek a Big Chief, Her Mind Is Gone, Bald Head, és a Whole Lotta Loving.
Halálát elismerések követték, köztük az 1987-es Grammy-díj a korai Atlantic felvételekért, amik a House Party New Orleans Style címmel jelentek meg, 1992-ben bevezették a Rock & Roll hírességek csarnokába.
Sírjának helyszíne: Mount Olivet Cemetery and Mausoleum, New Orleans, Orleans Parish, Louisiana, USA.

## Hatása
Összehasonlítva a „forradalmi” Elvis Presley „Sun Session”-ját Professor Longhair 5 évvel korábbi felvételeivel, amik között ott vannak a Hadacol Bounce, a Baldhead, az East St. Louis Rag (ez később Mardi Gras in New Orleans néven lett ismert) és a Baby Let Me Hold Your Hand, egyet lehet érteni Albert Goldmannel, Elvis életrajzírójával, aki szerint „Professor Longhair adta Elvis Presley-nek az ő blue suede shoes hangját”, a zenei rendezés pedig Sam Phillips producernek a hangzást.
Professor Longhair zenei hatása nála jóval ismertebb zenészek munkáin érezhető, az olyan számokon keresztül, mint a Her Mind is Gone, Hey Now baby, és a Professor Longhair's Boogie, amiket 1949 és 1953 között vett fel.
Little Richard a Tutti Frutti-t New Orleans-ban vette fel 1955-ben. Fats Domino (producere az a Dave Bartholomew volt, akinek a zenekara helyett Fess és zenekara játszott a Caledoniában), az Ain't That a Shame-et vette fel New Orleans-ban 1955-ben, és Jerry Lee Lewis a Whole Lotta Shakin' Goin' On és a Great Balls of Fire című számokat 1957-ben.
Hatását képtelenség lenne tagadni olyan New Orleans-i zenészeken is, mint James Booker, Allen Toussaint, Huey "Piano" Smith, Fats Domino, Art Neville, és Dr. John (Mac Rebbenack).  Toussaint „a rock Bach-já”-nak nevezte.

## Diszkográfia
- New Orleans Piano (1973)
- Rock 'N' Roll Gumbo (1974, 1977)
- Live on the Queen Mary (1978)
- Crawfish Fiesta (1980)
- Mardi Grass in New Orleans (1981)
- The Last Mardi Gras (1982)
- Piano Players Rarely Ever Play Together (1982) – díjnyertes, 76-perces dokumentumfilm, közreműködik Professor Longhair, Tuts Washington, és Allen Toussaint
- House Party New Orleans Style (1987)
- Fess: The Professor Longhair Anthology (1993)
- Fess' Gumbo (1996)
- Ball the Wall – élő album, szólóban játszik zongorán
- The London Concert – élő album, közreműködik Alfred "Uganda" Roberts (2005 új kiadás)
- Collector's Choice – „legnagyobb slágerei” album